# Gestalttheoretische Psychotherapie
Gestalttheoretische Psychotherapie ist eine aus der Gestalttheorie der Berliner Schule abgeleitete Psychotherapiemethode. Sie ist mit der Gestalttherapie von Fritz Perls zwar in manchen Bereichen der praktischen Vorgehensweise verwandt, jedoch nicht identisch. Die Anwendung der Gestalttheorie im klinisch-psychotherapeutischen Bereich reicht vielmehr bis in die 1920er Jahre zurück. Eine erste systematische Darlegung und Begründung Gestalttheoretischer Psychotherapie unter dieser Bezeichnung entstand im deutschsprachigen Raum allerdings erst aus den Bemühungen vor allem von Hans-Jürgen Walter (einem Schüler der Gestaltpsychologen Edwin Rausch und Friedrich Hoeth), Rainer Kästl (1949–2020) und anderen Psychotherapeutinnen und Psychotherapeuten in der internationalen Gesellschaft für Gestalttheorie und ihre Anwendungen (GTA), die sich darum bemühten, auf Grundlage der Gestalttheorie Möglichkeiten einer Integration von kompatiblen Ansätzen der Psychoanalyse, Tiefenpsychologie, kognitiven Verhaltenstherapie, Gesprächstherapie und anderer psychotherapeutischer Schulen zu entwickeln.

## Übersicht
Gestalttheoretische Psychotherapie ist ein tiefenpsychologisch begründetes Verfahren, das sich konsequent an den Erkenntnissen und experimentell-psychologischen Befunden der Gestaltpsychologie und an deren phänomenologischer Ausrichtung orientiert. Die in diesem Rahmen eingesetzten Vorgangsweisen und Techniken sind sehr variabel und auf den Einzelfall ausgerichtet. Typisch ist dabei allerdings das Bemühen, über erlebnisaktivierende Interventionen – die zum Teil aus der Gestalttherapie und dem Psychodrama übernommen wurden – eine Integration von Fühlen, Empfinden, Denken und Verhalten zu fördern. Eine zentrale Stellung im konzeptionellen Gebäude der Gestalttheoretischen Psychotherapie nimmt die erkenntnistheoretische Position des Kritischen Realismus ein. Die psychotherapeutische Haltung und das Menschenbild weisen sehr enge Bezüge zur Individualpsychologie von Alfred Adler auf. Dessen Nähe zur Gestaltpsychologie war schon Grundlage dafür, dass sich Wolfgang Metzger, einer der namhaftesten deutschen Vertreter der Gestaltpsychologie, besonders für die Herausgabe der Schriften Adlers und für die Gründung der Deutschen Gesellschaft für Individualpsychologie eingesetzt hat. Wesentliche Akzentuierungen in der weiteren Entwicklung der Gestalttheoretischen Psychotherapie sind dem italienischen Gestaltpsychologen Giuseppe Galli zuzuschreiben.
Gestalttheoretische Psychotherapie dieser Ausprägung fand inzwischen hauptsächlich im deutschsprachigen Raum, in Deutschland, Österreich und in der Schweiz, Verbreitung. In Österreich gehört Gestalttheoretische Psychotherapie zu den staatlich anerkannten wissenschaftlich-psychotherapeutischen Methoden, die Österreichische Arbeitsgemeinschaft für Gestalttheoretische Psychotherapie (ÖAGP) bietet eine fachspezifische Psychotherapie-Ausbildung in diesem Verfahren an und gibt die Zeitschrift Phänomenal – Zeitschrift für Gestalttheoretische Psychotherapie im Verlag Krammer, Wien, heraus.
Historisch und hier wiederum vor allem im englischsprachigen Raum haben sich allerdings bereits wesentlich früher verschiedene Ansätze zur Anwendung der Gestalttheorie im psychotherapeutischen Feld entwickelt. Dies erfolgte im Wesentlichen im weiteren Rahmen einer Verbindung von Gestalttheorie und Psychoanalyse als der ursprünglich vorherrschenden Strömung in der Psychotherapie. Hier sind unter anderen die Arbeiten des Lewin-Schülers Junius F. Brown und des Wertheimer-Mitarbeiters Erwin Levy zu nennen, aber auch die gestaltpsychologisch fundierten Ansätze von Molly Harrower (poetry therapy; inkblot therapy), Erika Oppenheimer-Fromm (Hypnotherapie) und Frieda Fromm-Reichmann (Intensive Psychotherapie). Gestalttheoretische Einflüsse sind auch in der von S. H. Foulkes und W. Bion entwickelten Gruppenpsychoanalyse, in der Dynamischen Gruppenpsychotherapie sowie in der Katathym-Imaginativen Psychotherapie von Hanscarl Leuner unverkennbar. Vor allem im Bereich der Gruppenpsychotherapie und der psychotherapeutischen Arbeit mit psychotischen Patienten hat sich der Wertheimer-Mitarbeiter Abraham S. Luchins einen Namen gemacht.
Als eine der neueren Anwendungen der Gestalttheorie in der Psychotherapie ist die Gerichtete Spieltherapie (giocoterapia focale) zu nennen, die von Giancarlo Trombini und seinen Mitarbeitern an der Universität Bologna entwickelt wurde.
Ein weiterer gestaltpsychologisch fundierter psychotherapeutischer Ansatz hat sich in Deutschland seit Ende der 70er-Jahre auf der Grundlage der Morphologischen Psychologie von Wilhelm Salber (Universität Köln) entwickelt. Er ist inzwischen unter der Bezeichnung Analytische Intensivbehandlung für den Ausbildungsgang in Tiefenpsychologisch fundierter Psychotherapie zugelassen.